# Et Jimmy alla vers l'arc-en-ciel
Pour plus de détails, voir Fiche technique et Distribution.
Et Jimmy alla vers l'arc-en-ciel (titre original : Und Jimmy ging zum Regenbogen) est un film d'espionnage allemand réalisé par Alfred Vohrer, sorti en 1971.
Il s'agit de l'adaptation du même nom de Johannes Mario Simmel. Carlo Rola fera un remake d'après le film, un téléfilm diffusé seulement une fois en 2008.

## Synopsis
En 1969, le chimiste argentin Rafaelo Aranda a été empoisonné à Vienne par la libraire Valerie Steinfeld, qui lui était apparemment totalement inconnue. Elle s'est suicidée immédiatement après. Le fils du chimiste, Manuel Aranda, veut découvrir le contexte du meurtre. Cependant, il doit se rendre compte que son père a développé des armes chimiques de destruction massive et les a proposées à la vente aux États-Unis, à l'Union soviétique et à la France. Les services secrets des trois grandes puissances tentent donc d'empêcher Manuel Aranda de publier ses recherches. Aranda survit à une première tentative d'assassinat sans même s'en apercevoir.
Manuel Aranda apprend que Valérie Steinfeld a mené un procès de paternité grotesque sous le Troisième Reich. Son fils « demi-juif » Heinz aurait été protégé de la persécution en raison d'un père « de sang allemand ». Au fil du temps, on soupçonne que Valerie Steinfeld et Rafaelo Aranda auraient pu avoir quelque chose à voir l'un avec l'autre à l'époque nazie.
Avec l'aide d'Irene Waldegg, la nièce de Valérie, Manuel Aranda découvre plus de faits sur le passé de son père. Mais Valerie Steinfeld avait aussi un secret que même Irene Waldegg ne connaissait pas.

## Fiche technique
- Titre : Et Jimmy alla vers l'arc-en-ciel
- Titre original : Und Jimmy ging zum Regenbogen
- Réalisation : Alfred Vohrer assisté d'Eva Ebner
- Scénario : Manfred Purzer
- Musique : Erich Ferstl
- Direction artistique : Wolf Englert (de), Ernst Wurzer
- Costumes : Irms Pauli
- Photographie : Charly Steinberger (de)
- Son : Rolf Schmidt-Gentner
- Montage : Jutta Hering
- Production : Ludwig Waldleitner
- Société de production : Roxy Film (de), Wien-Film
- Société de distribution : Inter-Verleih Film-Gesellschaft
- Pays d'origine :  Allemagne
- Langue : Allemand
- Format : Couleur - 1,85:1 - mono - 35 mm
- Genre : Espionnage
- Durée : 133 minutes
- Dates de sortie :
  -  Allemagne : 11 mars 1971.
  -  France : 29 mars 1973[1].

## Distribution
- Alain Noury : Manuel Aranda
- Doris Kunstmann : Irene Waldegg
- Horst Tappert : L'avocat Forster
- Konrad Georg : Martin Landau
- Horst Frank : Flemming
- Judy Winter : Nora Hill
- Ruth Leuwerik : Valerie Steinfeld
- Heinz Moog : Groll
- Eva Zilcher (de) : Tilly Landau
- Heinz Baumann : Grant
- Herbert Fleischmann : Mercier
- Peter Pasetti : Santarin
- Friedrich G. Beckhaus (de) : Dr Gloggnigg
- Paul Edwin Roth (de) : Le directeur Friedjung
- Klaus Schwarzkopf : Sirius
- Jochen Brockmann : Dr Stein
- Bruno Dallansky : Schäfer
- Karl Walter Diess (de) : Carlsson
- Franz Elkins : Heinz Steinfeld
- Mascha Gonska : Bianca
- Michael Janisch : Clairon
- Ludwig Hirsch : Le garçon de l'hôtel

## Production
Le tournage a lieu du 2 novembre 1970 au 29 décembre 1970 à Vienne et Munich. Les prises de vues intérieures sont réalisées dans les studios de cinéma Rosenhügel.
Le film comprend plusieurs scènes faisant référence au Troisième Homme.

## Récompenses
- Goldene Leinwand (pour 3 millions d'entrées)[4].